# 东明街道
东明街道，是中华人民共和国辽宁省本溪市平山区下辖的一个乡镇级行政单位。2019年，将望溪公园区域划入东明街道管辖。

## 行政区划
东明街道下辖以下地区：
东明社区、新闻社区、立信社区、东进社区、高中社区和群策社区。